# Terry Wahls
Terry Lynn Wahls (9 november 1955) is de bedenker van het Wahls Protocol, afdelingsarts bij Iowa City VA Health Care en  medisch professor aan de Universiteit van Iowa. Ze geeft les aan medicijnstudenten, bezoekt patiënten met traumatisch hersenletsel en doet klinisch onderzoek. Ze heeft een chronisch progressieve neurologische ziekte en secundair progressieve multiple sclerose (MS). Haar onderzoek richt zich vooral op de effectieve behandeling van een breed scala van fysiologische en psychologische ziektes. Daarnaast is ze vooral bekend om haar strijd tegen MS, die ze verwoordde in verschillende artikelen en in een TEDx-talk. In 2014 publiceerde ze haar boek "The Wahls Protocol".

## Levensloop
Wahls werd geboren in McGregor, Iowa, als dochter van Lois Koopman en John Charles Wahls en groeide op in het noordoosten van Iowa bij Elkader, op een kleine boerderij.
Na haar eindexamen in 1972 ging ze naar Drake University. Na het behalen van een bachelor of fine arts in 1976 volgde ze aan de Iowa State University een vooropleiding voor haar studie medicijnen. Daarna werd ze in 1978 toegelaten tot deze studie aan de University of Iowa. 
Wahls kreeg haar diploma in 1982 en werd arts-assistent op de afdeling voor verloskunde en gynaecologie van het Barnes-Jewish Hospital en de Washington University in St. Louis. Na een jaar stapte ze in 1983 over op interne geneeskunde aan de University of Iowa Hospitals and Clinics. Wahls kreeg haar certificaat van de American Board of Internal Medicine in 1986. In 1987 verhuisde ze naar Marshfield en kwam in dienst van Marshfield Clinic. Daarnaast werd ze assistant professor aan de University of Wisconsin School of Medicine.
In 2000 verhuisde Wahls naar Iowa City om daar aan de slag te gaan als assistent van het hoofd ambulante zorg aan het Veterans Administration (VA) Iowa City Medical Center en als associate professor op het College of Medicine op de University of Iowa. Hetzelfde jaar kreeg Wahls de diagnose multiple sclerose, de relapsing-remitting-variant. In 2014 beschreef ze in haar voorwoord van The Paleo Approach Cookbook, een kookboek op basis van het paleodieet, hoe haar MS-klachten verminderden toen zij een op paleo gelijkend dieet met supplementen volgde.

## The Wahls Protocol
Volgens Wahls geneest haar 'protocol' chronische auto-immuunziektes, zoals multiple sclerose. Het is gebaseerd op het paleodieet van de jagers/verzamelaars, met veel groenten en fruit die vooral rauw of gestoomd gegeten worden. Wahls combineert het paleodieet met vitamines, mineralen, voedingssupplementen en gezonde vetten.